# Jean-Baptiste de Belloy
Pour les articles homonymes, voir Belloy (homonymie).
Jean Baptiste de Belloy (ou J.B. de Belloi), né à Morangles dans le diocèse de Beauvais le 28 octobre 1709 et mort à Paris le 10 juin 1808, fut évêque de Marseille après Belsunce en 1756, archevêque de Paris en 1801 et cardinal.
D'un esprit modéré, il fut un des évêques qui facilitèrent la conclusion du Concordat.

## Biographie

### Sous l'Ancien Régime

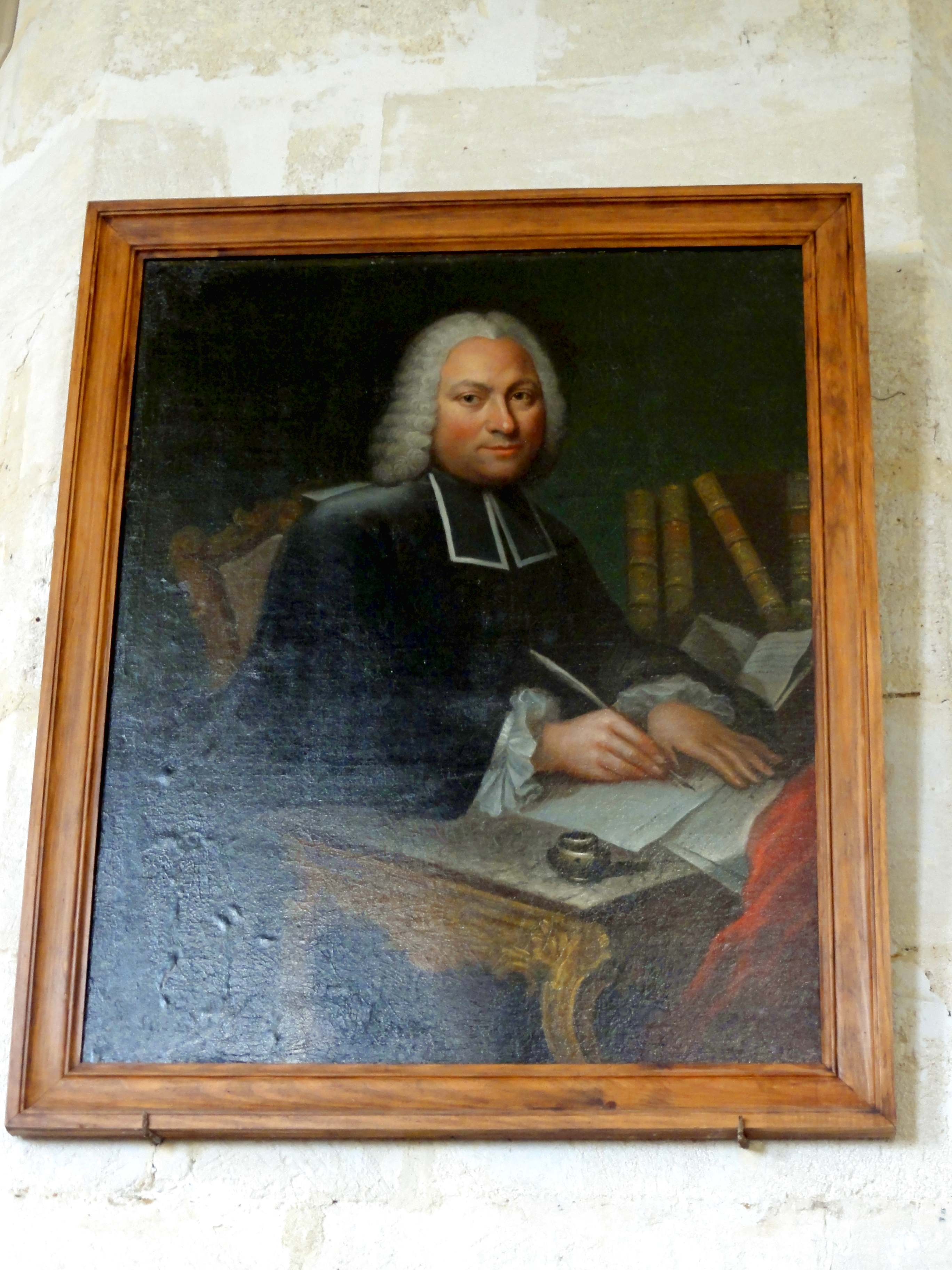
Portrait de Jean-Baptiste de Belloy, entre 1736 et 1751.

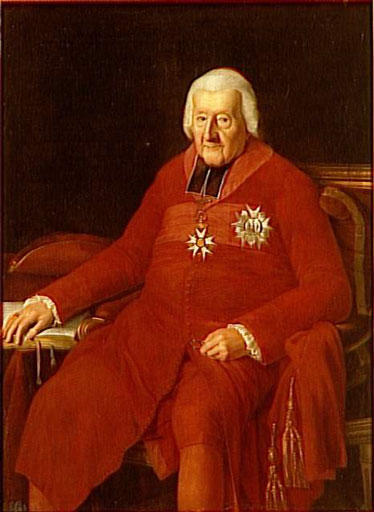
Le cardinal de Belloy, archevêque de Paris (1801-1808), Laurent Dabos, 1806.

Bien qu'appartenant à une famille ancienne ayant quelque renom sur le plan militaire, le jeune Jean-Baptiste de Belloy préféra suivre une carrière ecclésiastique et fit ses études scolaires puis théologiques à Paris, où il fut ordonné prêtre et reçu docteur en théologie en 1737.
Son évêque, le cardinal de Gèvres, le nomma vicaire général et archidiacre de la cathédrale. En 1751 il fut sacré évêque de Glandèves. Lors de l'Assemblée du clergé français de 1755, il se rangea dans le camp des modérés et contribua à restaurer la tranquillité dans l'Église de France.
Dans le diocèse de Marseille, les dissensions occasionnées par la bulle Unigenitus étaient devenues si vives qu'à la mort de l’évêque Belsunce, il y avait un danger imminent de schisme. Face à cette situation critique, Belloy y fut transféré et rétablit la paix. Le 24 novembre 1756 il fut nommé membre de l'académie de Marseille.
Il obtint l'abbaye Notre-Dame de Cormeilles en 1766.
Le 8 juillet 1767, il procèda à la bénédiction d'intronisation de Venture-Gabrielle de Pontevès de Maubousquet, la nouvelle abbesse de l'abbaye de Maubuisson, en présence de ses confrères Louis-Sextius Jarente de La Bruyère, évêque d'Orléans, et Louis-André de Grimaldi nouvel évêque du Mans.

### Durant la Révolution et l'Empire
En juillet 1790, l'Assemblée nationale décréta la suppression du diocèse de Marseille. L'évêque se retira, tout en envoyant à l'Assemblée une lettre de protestation contre la suppression d'un des plus vieux sièges épiscopaux de France. Il se retira à Chambly, petite ville près de son lieu de naissance, où il resta pendant la période la plus critique de la Révolution française.
Quand, en 1801, le pape Pie VII ordonna aux évêques français de lui présenter leur démission de tous leurs sièges respectifs pour faciliter la conclusion du Concordat, Belloy fut le premier à se soumettre, et son exemple eut une forte influence sur les autres évêques. Bonaparte, favorablement impressionné par cet acte de dévotion envers l'Église et de soumission à l'État, obtint qu'il fût nommé au siège de Paris, bien qu'il fût déjà nonagénaire.
Son grand âge ne l'empêcha pas de diriger son nouveau diocèse avec énergie. Il réorganisa les paroisses, leur donnant de bons prêtres et tint à visiter lui-même ses ouailles. Nonobstant, peu après avoir été nommé sénateur, il fut passagèrement malmené dans « l'affaire » des funérailles de la danseuse Marie-Adrienne Chameroy.
En effet, Bonaparte fut tellement satisfait de son service qu'il le fit même membre du Sénat conservateur, le (14 septembre 1802) (27 fructidor an X), et qu'il demanda et obtint pour lui le chapeau de cardinal, que le pape Pie VII consentit à placer lui-même sur la tête du prélat au cours d'un consistoire tenu à Paris, dans les appartements du Pape, au Louvre, le 1er février 1805, en lui attachant, comme titulature romaine, le titre de la basilique San Giovanni a Porta Latina , titre que le cardinal, nonagénaire, garda  de 1805 à sa mort en 1808. Le cardinal de Belloy remit la sainte couronne d'épines à sa place d'honneur dans la Sainte-Chapelle (10 août 1806), cachée durant la tourmente révolutionnaire.
À sa mort, à 99 ans, le cardinal de Belloy avait passé soixante-quinze ans dans le ministère pour l'édification de tous, et à la satisfaction de Napoléon aussi bien que du pape Pie VII (alors qu'ils allaient être bientôt engagés dans une lutte acharnée, durant laquelle le pape allait être enlevé de Rome pour être déporté à Savone puis reclus au château de Fontainebleau, conflit qui ne s'acheva qu'avec la chute de Napoléon, permettant le retour triomphal du pape à Rome, le 24 mai 1814).

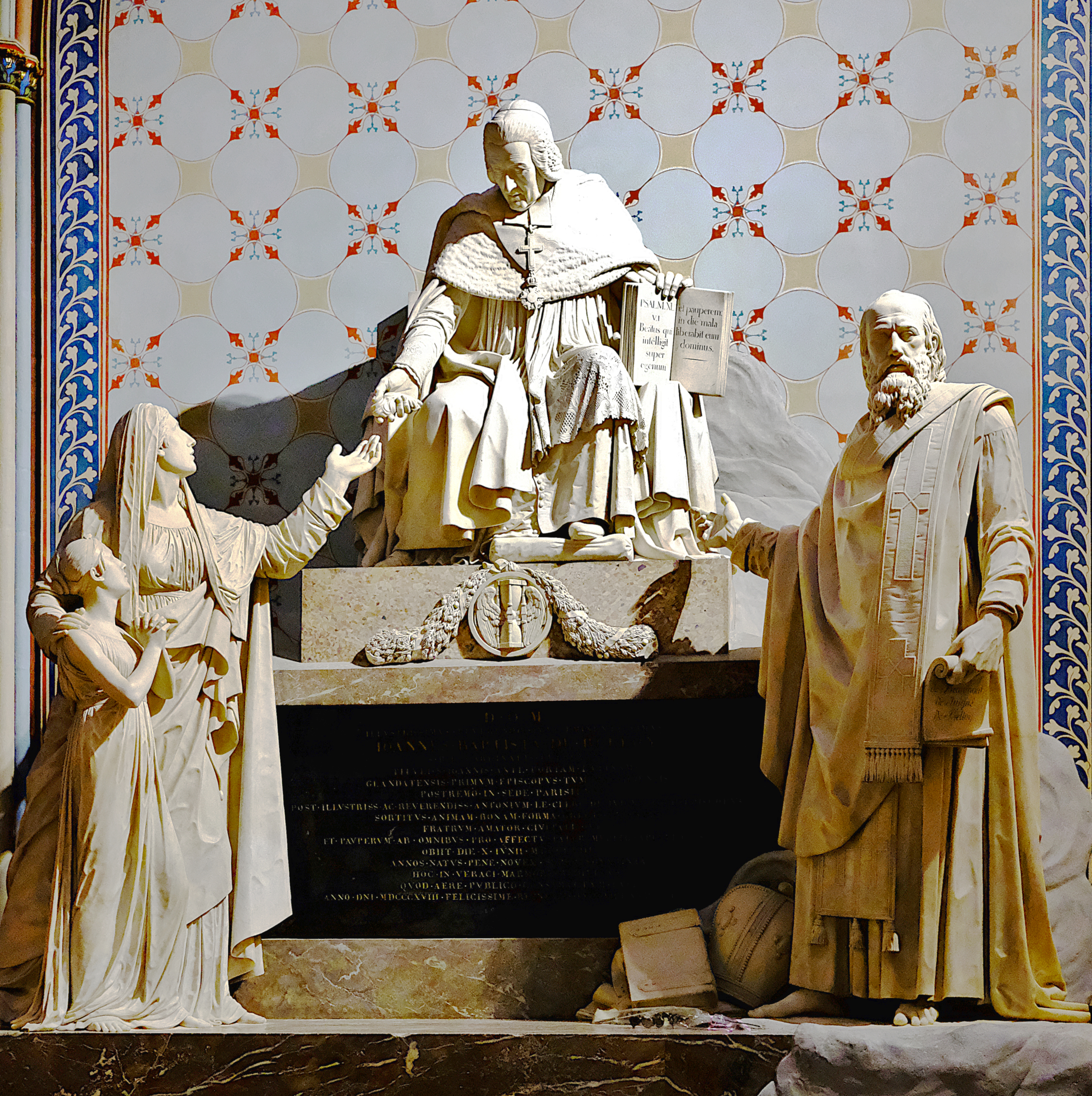
Cénotaphe de Jean-Baptiste cardinal de Belloy.

Le cardinal de Belloy fut inhumé en la cathédrale Notre-Dame de Paris, et Napoléon fit ériger en son honneur un monument sculpté par Louis Pierre Deseine.

## L'inventeur de la cafetière
Vers 1800, Jean-Baptiste de Belloy donne son nom au système de la percolation du café (qui était auparavant infusé), et à la première machine à faire le café,  la cafetière à la Dubelloy, ou dubelloire, ou débelloire,, ancêtre de la cafetière napolitaine. La cafetière à la Dubelloy avait en fait été inventée par François-Antoine-Henri Descroizilles,,.

## Titres
- Abbé commendataire de l'abbaye Saint-André de Villeneuve-lès-Avignon de 1748 à 1766.
- Comte de Belloy et de l'Empire[11] (1er mars 1808)

## Distinctions
- Légion d'honneur :
  - Grand officier (25 prairial an XII : 14 juin 1804), puis,
  - Grand aigle de la Légion d'honneur (2 février 1805).

## Armoiries
| Figure | Blasonnement |
|        | Armes de la famille de Belloy de Morangles, De gueules, à sept losanges d'or, 3, 3 et 1.                                                    |
|        | Armes du comte de Belloy et de l'Empire, De gueules à quatre losanges d'argent (3 et 1) ; au franc-canton brochant des Comtes Archevêques., |

## Hommages

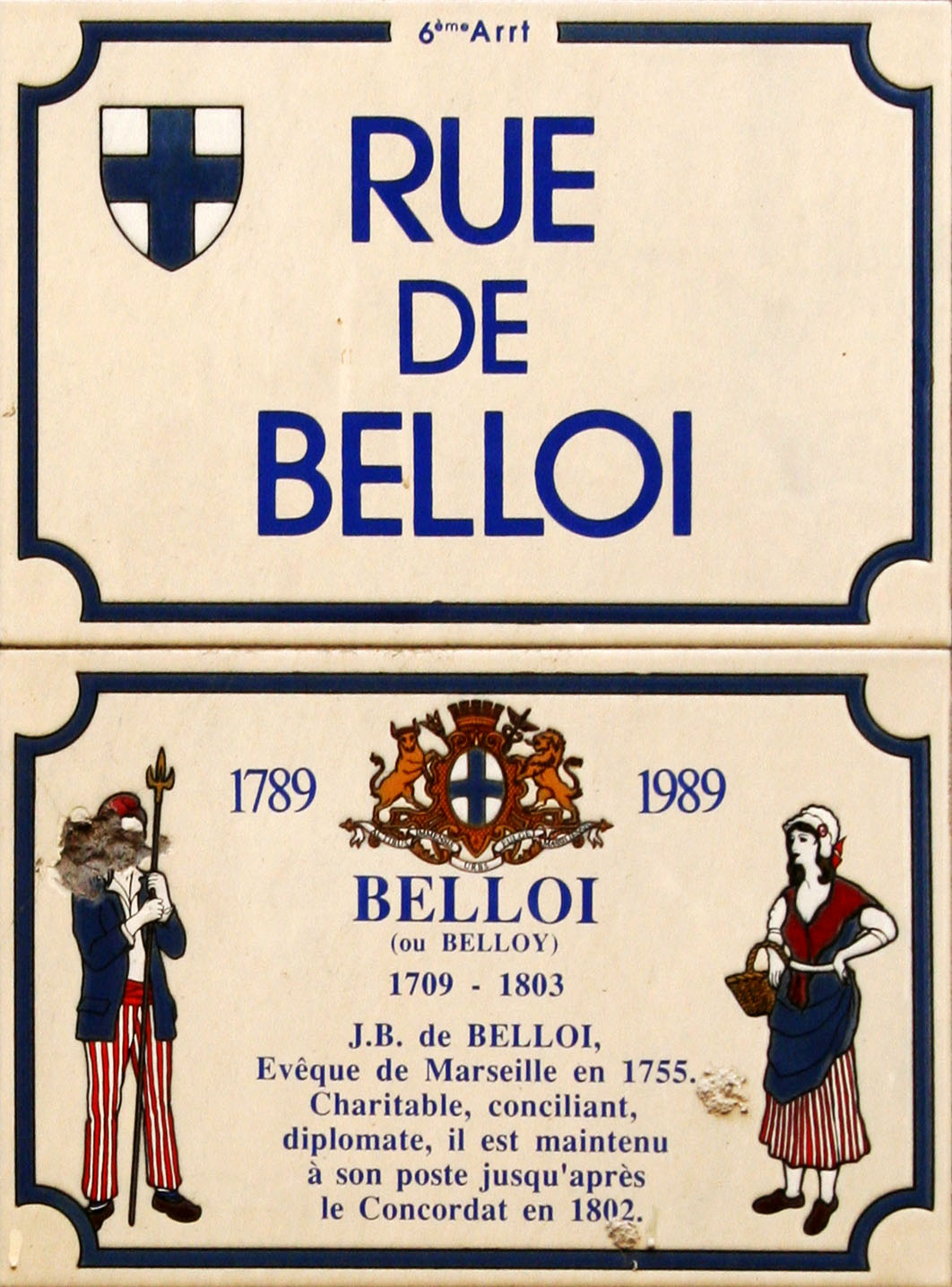
Plaque de la rue de Belloi à Marseille.

- À Paris, la rue de Belloy a été nommée en son honneur
- À Marseille, une rue de Belloi existe dans le 6e arrondissement[15]
- Une rue de Belloy existe également dans les communes de Cassis et de Montsoult.

## Source
- Cet article reprend partiellement ou en totalité le texte de l'article Jean-Baptiste de Belloy de la Catholic Encyclopedia de 1913 (domaine public).